# Grebenski mišić
Grebenski mišić (lat. musculus pectineus) mišić je natkoljenice, četverokutasta oblika. Mišić inerviraju lat. nervus femoralis i ogranak lat. nervus obturatorius.

## Polaziše i hvatište
Mišić polazi s preponske kosti (prednje strane, gornje grane), ide prema dolje, lateralno i malo natrag i hvata se na stražnju stranu bedrene kost.